# Campeonato Maranhense de Futebol de 1928
O Campeonato Maranhense de Futebol de 1928 foi a 11º edição da divisão principal do campeonato estadual do Maranhão. O campeão foi o Vasco da Gama que conquistou seu 1º título na história da competição. O artilheiro do campeonato foi João Pretinho, jogador do Vasco da Gama, com 15 gols marcados.

## Premiação
| Campeonato Maranhense de 1928     |
| São Luís                          |
| --------------------------------- |
| Vasco da Gama Campeão (1º título) |